# George Floyd
George Perry Floyd, Jr. (Fayetteville, 14 de outubro de 1973 – Minneapolis, 25 de maio de 2020) foi um afro-americano assassinado em Minneapolis no dia 25 de maio de 2020, estrangulado pelo policial branco Derek Chauvin, que ajoelhou em seu pescoço durante uma abordagem por supostamente usar uma nota falsificada de vinte dólares em um supermercado. Após sua morte, protestos contra o racismo começaram a acontecer nos Estados Unidos e no mundo.
Floyd foi criado em Houston, Texas. Destacava-se no futebol americano, mas praticou outros esportes durante o ensino médio e faculdade. Chamado de Perry por seus amigos e familiares, Floyd era considerado um "gigante gentil" ("a gentle giant"). Um trabalhador manual, Floyd também foi um dos primeiros contribuintes para o desenvolvimento do cenário do hip-hop em Houston e um mentor ativo em sua comunidade religiosa. Floyd foi preso várias vezes por roubo e posse de drogas; em 2009, fez um acordo judicial por um assalto à mão armada, cumprindo quatro anos de prisão.
Em 2014, mudou-se para Minneapolis, Minnesota, encontrando trabalho como caminhoneiro, segurança e ator pornográfico. Em 2020, perdeu o trabalho como segurança devido à pandemia de COVID-19. Floyd morreu após ser preso, acusado de usar dinheiro falso para comprar cigarros; durante a prisão, Derek Chauvin, um policial branco, ajoelhou-se no pescoço e nas suas costas por oito minutos e 46 segundos. Sua morte e as ações dos policiais levaram a protestos em todo o mundo do movimento ativista antirracista Black Lives Matter, pedindo à reforma da polícia e a legislação para lidar com as desigualdades raciais.

## Biografia
Floyd nasceu em Fayetteville, Carolina do Norte, e foi criado em Houston, Texas. Era considerado um "gigante gentil" ("a gentle giant"), e, segundo as informações que constam em sua autópsia, tinha altura de 6,33 ft (1,93 m), pesava 223 lb (101 kg) e seu apelido era Floyd Perry.
Floyd jogava nos times de basquetebol e futebol americano de sua escola, Yates High School, e frequentou a faculdade South Florida Community College por dois anos, jogando no seu time de basquete, depois se transferido para Texas A&M University–Kingsville, onde também jogou basquete, antes de desistir da faculdade. Voltou para Houston onde se tornou um personalizador automotivo, e se juntou ao grupo de hip hop Screwed Up Click. Após uma condenação por assalto à mão armada em 2007, Floyd fez um acordo judicial em 2009 por cinco anos de prisão. Depois de solto, passou a frequentar um ministério religioso local, a Resurrection Houston.
Em 2014, mudou-se para o estado de Minnesota, onde teve dois empregos – caminhoneiro e segurança. Em 2017, gravou um vídeo em que solicitava às novas gerações que pusessem fim à violência com recurso a armas.
Em 2020, Floyd perdeu o emprego de segurança devido à pandemia de COVID-19. Ele tinha cinco filhos, incluindo duas filhas em Houston, com idades de 22 e 6 anos, e um filho adulto em Bryan, Texas.

## Assassinato e legado
Em 25 de maio de 2020, Floyd, suspeito de ter utilizado uma nota falsificada de US$ 20,00 para comprar um maço de cigarros, morreu em Minneapolis, Minnesota, depois que Derek Chauvin, um policial branco, pressionou o joelho no pescoço de Floyd por 8 minutos e 46 segundos, provocando a sua morte. Floyd foi algemado de bruços na rua, enquanto outros dois oficiais o contiveram ainda mais e um quarto impediu os espectadores de intervir. Durante os três últimos minutos, a vítima ficou imóvel e não tinha pulsação, mas os policiais não fizeram nenhuma tentativa de revivê-lo. Chauvin manteve o joelho no pescoço de Floyd, mesmo quando técnicos médicos emergenciais tentavam tratá-lo. A autópsia oficial descobriu que a morte foi causada por parada cardíaca. Floyd era positivo para COVID-19 no momento de sua morte; estava sob efeito de fentanil e tinha metanfetamina em seu organismo. Uma segunda autópsia, encomendada pela família, descobriu que "as evidências são consistentes com a asfixia mecânica como causa" da morte, com a compressão do pescoço restringindo o fluxo sanguíneo para o cérebro e a compressão traseira restringindo a respiração.

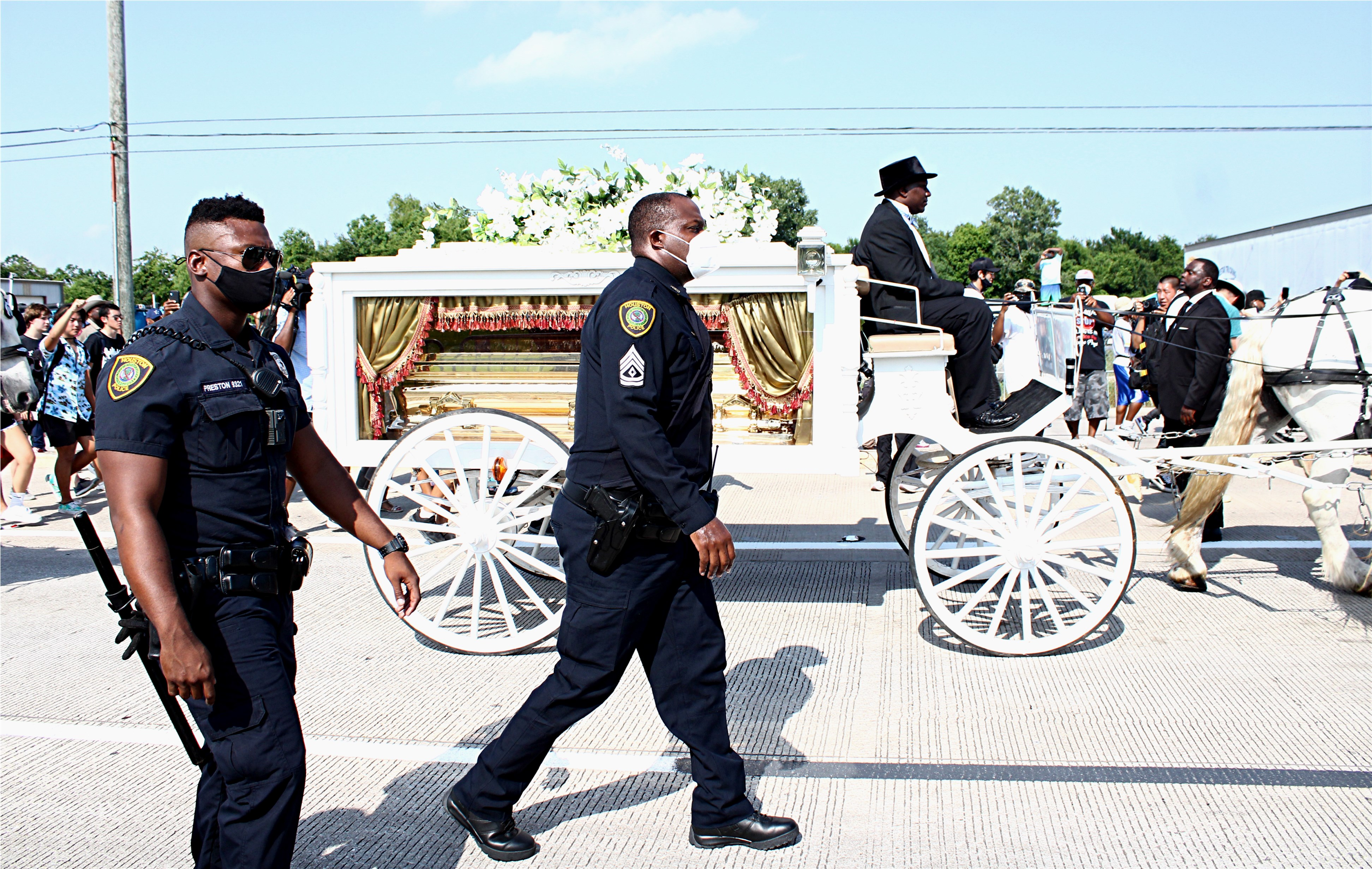
A carruagem carregando o caixão de Floyd para seu enterro em Pearland, Texas, 9 de junho de 2020

Em 4 de junho, um serviço memorial foi realizado em Minneapolis pelo reverendo Al Sharpton.

### Legado
A North Central University, em Minneapolis, anunciou uma bolsa de estudos com o nome de Floyd e conclamou outras faculdades e universidades a seguirem o exemplo. O presidente da universidade, Scott Hagen, anunciou que em 4 de junho, o fundo da bolsa havia recebido US$ 53 000 em doações. 
A Alabama State University anunciou uma bolsa de estudos em homenagem a Floyd. Greg Gunn em resposta horas depois, pediu que outras faculdades e universidades historicamente negras seguissem o exemplo.

## Carreira na música
Floyd também era rapper, e tinha o nome artístico de Big Floyd, tendo realizado trabalhos com o grupo texano de hip-hop Screwed Up Click.
Em 2000, Floyd fez uma participação no álbum Block Party, lançado em dezembro daquele ano pelo Presidential Playas. Fez também uma aparição no videoclipe da canção "F**k You Too" do rapper Scarface com Z-Ro, lançado em 2015.

### Discografia
Canções
| Ano  | Canção                                    | Outros artistas participantes    | Álbum                                                               |
| ---- | ----------------------------------------- | -------------------------------- | ------------------------------------------------------------------- |
| 1997 | "Tired Of Ballin"                         | Tela, Grace, Mark                | DJ Screw – Ballin In Da Mall                                        |
| 2000 | "Presidential Playas"                     | New Suspects, Po Boy, Big Miller | Presidential Playas - Block Party The Album                         |
| 2004 | "Shout Out"                               | Lil' D, Scoopastar               | DJ Screw - Diary Of The Originator: Chapter 324 (Dusk 2 Dawn)       |
| 2004 | "Freestyle - Sittin' On Top Of The World" | Lil' D, Chris Ward, A.D.         | DJ Screw - Diary Of The Originator: Chapter 324 (Dusk 2 Dawn)       |
| 2018 | "Sugar Free Freestyle"                    | Mark, DJ Screw                   | DJ Screw & The Screwed Up Click - Screw Zoo Freestyles (Volume One) |